# Littérature du Ve siècle
Littérature du IIIe siècle - Littérature du IVe siècle - Littérature du Ve siècle - Littérature du VIe siècle - Littérature du VIIe siècle

## Événements
- 405 : 
  - Mesrob invente l'alphabet arménien (date officielle)[1].
  - arrivée au Japon du lettré coréen Wani[2] ; il aurait introduit les caractères chinois au Japon, les Kanji[3].
- 432 : début supposé de la christianisation de l'Irlande par Patrick. L’écriture est introduite en Irlande avec le christianisme[4]. La littérature témoigne de l’héritage oral des filid et des bardes celtes[5]. Les Chroniques d'Irlande relatent les événements entre les années 431 et 911[6].
- Vers 450 : début de la poésie épique en Germanie (légendes de Sigurd, Ingold, etc.)[7].

- IVe – Ve siècle : vie du grammairien indien Bhartrihari[8].

- Ve siècle : en Éthiopie, littérature en langue guèze, dont le fond sabéen s’enrichit d’emprunts au grec, au syriaque et à l’hébreu. L’Ancien et le Nouveau Testament sont progressivement traduits du Ve au VIIe siècle sur les textes d’Antioche, avec un certain nombre de textes apocryphes (l’Ascension d’Isaïe, les Jubilés, Hénoch, le Pasteur d’Hermas, une compilation d’Écrits théologiques (le Qérillos, attribué à Cyrille d'Alexandrie), la Règle de saint Pacôme, et un ouvrage didactique, le Physiologus[9].

## Œuvres majeures
- Vers 390-405  : Jérôme de Stridon traduit la Bible en latin d’après les textes originaux, dite la Vulgate[10].

- Entre 404 et 410 : In Canticum Canticorum Expositio (commentaire sur le Cantique des Cantiques) d'Aponius ou Apponius (moine ayant vécu en Italie)[11].

- Après 404 : Eunape rédige une Histoire des Césars en 14 livres qui couvre les années 270-404, dont il ne subsiste que des fragments[12].
- Entre 410 et 429 : De nuptiis Philologiae et Mercurii (les Noces de Philologie et de Mercure), fable allégorique du Carthaginois Martianus Capella composée pour l'instruction de son fils[13].

- 412-413 : Augustin d'Hippone commence la rédaction de De Civitate Dei contra paganos (La Cité de Dieu)[14].
- 414 ou 417 : années probables de la rédaction du De Reditu suo (« Sur son retour ») de Rutilius Namatianus[15].
- 417 : Historiae adversus paganos (« Histoires contre les païens ») du polygraphe espagnol Paulus Orosius[16].
- 419 - 426 : Jean Cassien écrit les De Institutis coenobiorum (« Institutions cénobitiques »), règle monastique[17].

- Vers 425 : le moine sri-lankais Buddhaghosa rédige le Visuddhimagga[18].
- 426 : Augustin d'Hippone achève le vingt-deuxième et dernier livre de La Cité de Dieu[14].
- Vers 426 : Jean Cassien publie les Conférences[19].

- 434 : Commonitorium, traité contre les hérésies de Vincent de Lérins[20].
- 439-451 : De gubernatione Dei (« Sur le gouvernement de dieu »), de Salvien[7].
- Vers 439/440 : Histoire ecclésiastique de Socrate le Scolastique, qui complète celle d'Eusèbe de Césarée ; Sozomène et Théodoret de Cyr terminent leurs ouvrages vers 440-450[21].

- 467-469 : le prêtre marseillais Gennadius commence la rédaction des 82 chapitre de De Viris Illustribus[22].
- 469 : Claudien Mamert publie « De Statu Animae » (« Sur le statut de l'âme »), contre les erreurs de Fauste de Riez, dédicacé à son ami Sidoine Apollinaire[23].
- Vers 464-470 : Paulin de Périgueux met en vers la Vie de saint Martin de Sulpice-Sévère[24].

- Gaha Sattasai (en), poésie précieuse attribuée au roi Hāla (en), 700 strophes rédigées en prâkrit[25].
- Rédaction du poème épique sanscrit du Rāmāyana (sur des textes remontant au IVe siècle av. J.-C., attribués à Vâlmikî)[26], racontant les aventures de Râma, recherchant son épouse Sita enlevée par le démon à dix têtes Ravana, roi de Lanka. Il déclenche contre lui une terrible guerre avec l’aide des singes dirigés par leur général Hanuman ainsi que de tous les animaux.
- Avant le Ve siècle av. J.-C. : Tolkāppiyam, traité tamoul de grammaire[27].

## Naissances
- Février 412 à Byzance, Proclos, philosophe grec.
- vers 450, Avit de Vienne, archevêque de Vienne, théologien et poète romain.
- vers 450 à Alexandrie, Asclépiodote d'Alexandrie, philosophe grec.
- vers 460, Zosime, historien grec.
- entre 495 et 505 à Alexandrie, Olympiodore le Jeune, philosophe grec.

## Décès
- début du Ve siècle, Olympiodore l'Ancien, philosophe grec.
- 414, Eunape
- 420, Jérôme de Stridon, Docteur de l’Église, traducteur hébreu-latin.
- 430, Augustin d'Hippone, Docteur de l’Église, théologien et philosophe.
- 432 à Athènes, Plutarque d'Athènes, philosophe grec.
- Avril 485 à Athènes, Proclos, philosophe grec.